# Клуб Індустріель де Камсар
Футбольний клуб «Клуб Індустріель де Камсар» (фр. Club Industriel de Kamsar) — гвінейський професійний футбольний клуб, який базується в місті Камсар. Клуб був заснований у 1984 році під назвою «Кайман Клуб де Камсар», а в 1993 році був перейменований на «Клуб Індустріель де Камсар». Клуб грає домашні матчі на стадіоні «Стад де л'Амітьє» місткістю 2 тисячі глядачів. «Клуб Індустріель де Камсар» грає в Лізі 1 Про, найвищому футбольному дивізіоні країни. Клуб жодного разу не був чемпіоном країни, а в 1988 році під своєю попередньою назвою виграв Кубок Гвінеї.

## Титули і досягнення
- Володар Кубка Гвінеї (1): 1988